# Niels Flemming Hansen
Pour les articles homonymes, voir Hansen.
Jeppe Sebastian Kofod, né le 16 mai 1974 à Vejle, est un homme politique danois, membre du Parti populaire conservateur. Membre du Folketing de 2019 à 2024, il est député européen depuis 2024.

## Biographie
Il est le fils de l'ancien ministre Flemming Hansen.
Il est élu pour la première fois au Folketing lors des élections législatives de 2019, puis est réélu lors des élections de 2022,.
En 2023, il devient porte-parole de son parti pour les affaires européennes. En août, il est désigné comme tête de liste du Parti populaire conservateur pour les élections européennes de 2024, après que la députée européenne sortante du parti Pernille Weiss ait été mise en cause dans une affaire de harcèlement. Ce choix est confirmé par un conseil national du parti le 23 septembre au cours duquel Weiss échoue à être réintégrée comme candidate. Lors de l'élection du 8 juin 2024, sa liste remporte 8,8 % des voix et un seul siège. Après son élection, il siège au sein de la commission de l'industrie, de la recherche et de l'énergie du Parlement européen, et est vice-président de la délégation des relations avec l'Inde.